# Château d'Aizuwakamatsu
Le château d'Aizuwakamatsu (会津若松城, Aizuwakamatsu-jō), également connu sous le nom de château de Tsuruga (鶴ヶ城, Tsuruga-jō) est un château traditionnel situé dans le nord du Japon, au centre de la ville d'Aizuwakamatsu, dans la préfecture de Fukushima.

## Histoire
Le château, construit par Naomori Ashina en 1384, était à l'origine appelé « château de Kurokawa » (黒川城, Kurokawa-jō). C'était le centre militaire et administratif de la région d'Aizu jusqu'en 1868.
Masamune Date, le plus grand seigneur de guerre de la région de Tōhoku, avait lutté contre le clan Ashina pendant des années, et avait finalement prit le château en 1589. Mais après sa soumission à Hideyoshi Toyotomi, il s'en est séparé en 1590.

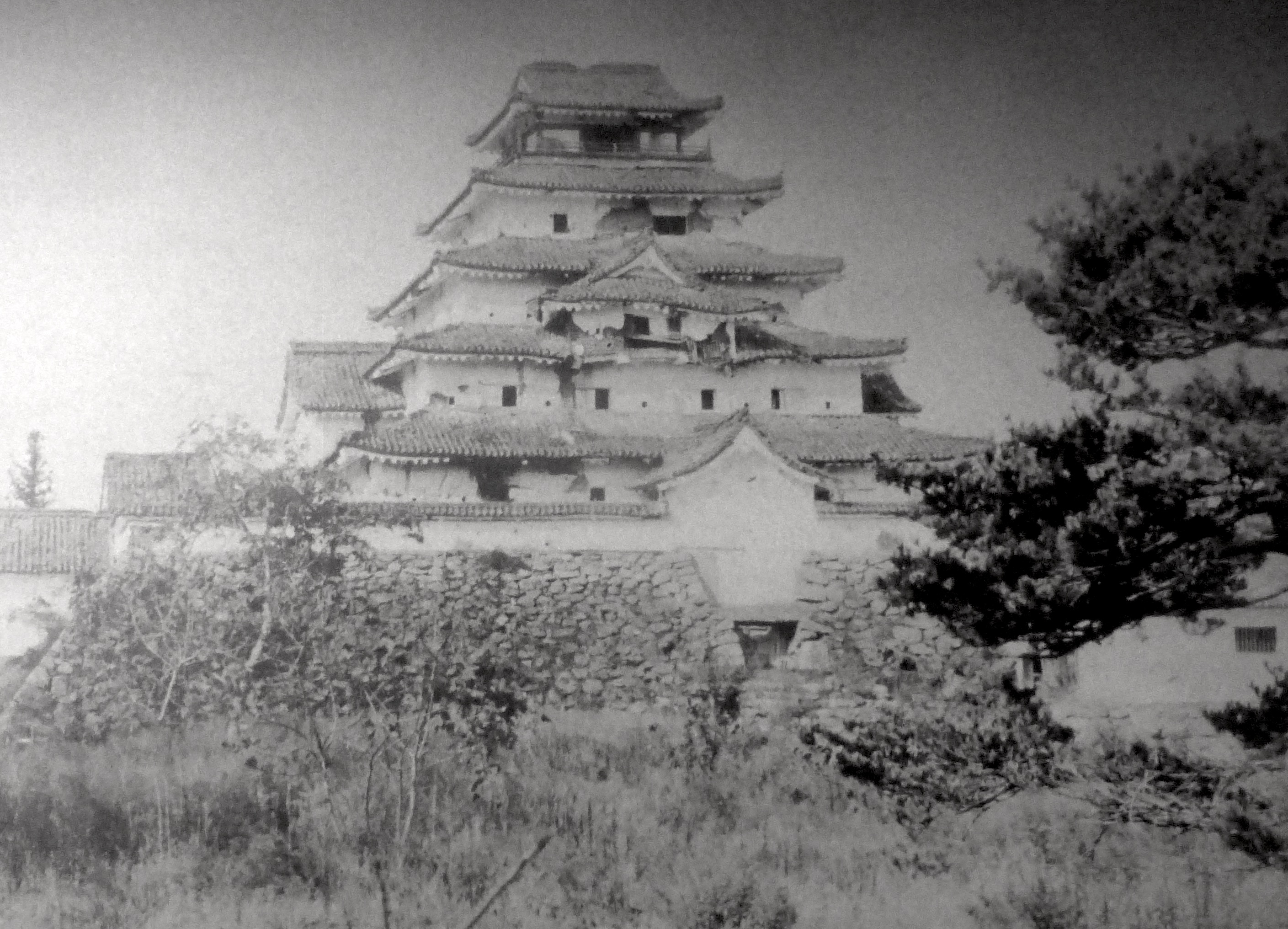
Le tenshu original du château d'Aizuwakamatsu (1868).

En 1592, un nouveau seigneur, Gamō Ujisato, a remodelé le château et lui a donné le nom de « Tsuruga », bien que le peuple se référait à lui comme le « château d'Aizu » ou le « château de Wakamatsu ».
Pendant la période Edo, ce fut le siège du daimyō d'Aizu. Le fondateur était Hoshina Masayuki, fils du shogun Hidetada Tokugawa et petit-fils d'Ieyasu Tokugawa. Lui et ses successeurs porteraient le nom de Matsudaira. Le château était un bastion important des Tokugawa dans la région de Tōhoku de Honshū.
Le château a été assiégé en 1868 pendant la guerre de Boshin. Après un mois de défense isolée, Katamori Matsudaira s'est rendu. La forteresse fut détruite par le nouveau gouvernement en 1874.
Le tenshu, la plus grande tour du château, a été reconstruit en 1965 avec du béton. Il y a actuellement un musée à l'intérieur, et une galerie d'observation au sommet avec une vue panoramique de la ville.